# دستگاه بطنی

موقعیت بطن‌های مغز (قسمت پررنگ) در نمایش ۳ بعدی

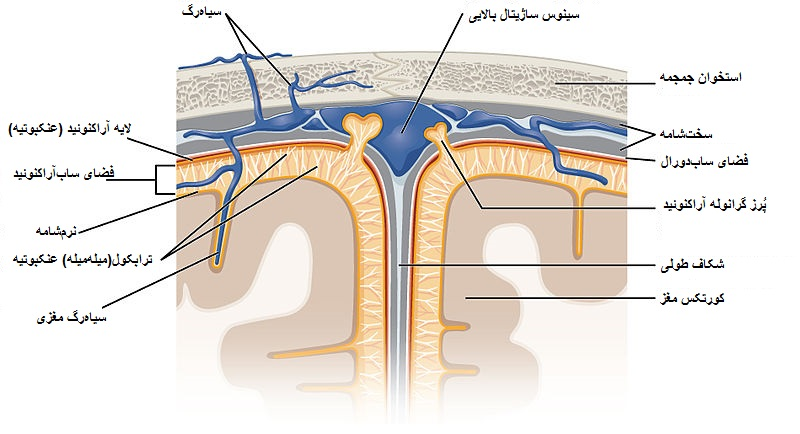
لایه‌ها و مننژها

دستگاه بطنی مجموعه‌ای از چهار ساختار به هم مرتبط در مغز است که از مایع مغزی نخاعی پر شده و تا مجرای مرکزی طناب نخاعی ادامه می‌یابد. آستر و پوشش بطن‌ها متشکل از غشایی اپیتلیوم مانند به‌نام اپندیموسیت است. با بالا رفتن سن افراد، بطن مغز بزرگ‌تر و نورون‌ها از بین می‌روند.

## ساختار
درون مغز چهار بطن وجود دارد.
- بطن‌های طرفی یا جانبی (چپ و راست)
- بطن سوم
- بطن چهارم

چند مجرا یا فورامن وظیفه ارتباط میان بطن‌ها را بعهده دارند. دو بطن راست و چپ از راه سوراخ میان‌بطنی یا مونرو به داخل بطن سوم مرتبط بوده و بطن‌های سوم و چهارم هم توسط مجرای سیلویوس Aqueduct of Sylvius به هم راه دارند.
| نام                              | از          | به                                                          |
| سوراخ میان‌بطنی (مُنرُو)            | بطن‌های طرفی | بطن سوم                                                     |
| مجرای سیلویوس                    | بطن سوم     | بطن چهارم                                                   |
| دیافراگم میانی (ماژِندی)          | بطن چهارم   | فضای ساب آراکنوئید از راه سیسترنا مگنا                      |
| دیافراگم کناری چپ و راست (لوفکا) | بطن چهارم   | فضای ساب آراکنوئید از طریق انباره (سیسترن) سیاهرگ بزرگ مغزی |

## کارکردها

### جریان مایع مغزی نخاعی
بطن‌ها با مایع مغزی نخاعی (CSF) پر شده اند و وظیفه مهیاسازی بستری مرطوب و محل اتکا و مرزی بین مغز و نخاع و محدوده‌های استخوانی آنها را بعهده دارند.
کانال بین بطن سوم و بطن چهارم بسیار کوچک است که بدان معنی است که می‌تواند به راحتی مسدود شده، باعث فشار بالا در بطن‌های جانبی گردد که یک علت شایع هیدروسفالی شناخته می‌شود.

### حفاظت از مغز
مغز و طناب نخاعی توسط مننژها، سه غشاء محافظ سخت شامه، عنکبوتیه و نرم شامه نگهبانی و نگهداری می‌شوند. مایع مغزی نخاعی در جمجمه و ستون فقرات حفاظت بیشتر و بستری شناور را فراهم می‌کند.